# Kosmos 300
Kosmos 300 (Russisch: Космос 305) (Ye-8-5 serie) was de vierde Sovjetpoging om met een onbemand ruimteschip een grondmonster van de Maan naar de Aarde te halen. Waarschijnlijk had het ruimteschip hetzelfde ontwerp als het ruimtevaartuig Loena 16. Het werd met een Protonraket gelanceerd op 23 september 1969. De motoren van de bovenste trap, van Blok D functioneerden niet, wat het einde van de missie betekende. Het ruimtevaartuig strandde in een baan om de aarde.